# Neolissochilus stracheyi
Neolissochilus stracheyi är en fiskart som först beskrevs av Day, 1871.  Neolissochilus stracheyi ingår i släktet Neolissochilus och familjen karpfiskar. IUCN kategoriserar arten globalt som livskraftig. Inga underarter finns listade i Catalogue of Life.